# Idioma judeoespañol

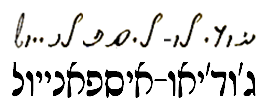
Texto en judeoespañol escrito en alfabetos Rashi y soletreo

El judeoespañol (autoglotónimo: ג'ודיאו-איספאניול, djudeo-espanyol), comúnmente conocido como ladino, y también denominado djudezmo ([pronunciado /d͡ʒuˈdezmo/]), es una lengua judía hablada históricamente por las comunidades sefardíes, descendientes de los judíos que residieron en la Península ibérica hasta la expulsión y las conversiones obligatorias en 1492 por los Reyes Católicos.
Aunque su base lingüística es el castellano medieval, el judeoespañol ha incorporado elementos léxicos, fonológicos y gramaticales de otras lenguas peninsulares, así como de idiomas de las regiones donde se asentaron los sefardíes, como el turco otomano, el griego, el italiano y, más recientemente, el francés, debido en parte a la influencia educativa de la Alianza Israelita Universal en ciudades del Imperio Otomano como Salónica, Estambul y Esmirna.
Asimismo, como lengua judía, incluye numerosos préstamos y estructuras del hebreo, especialmente en contextos religiosos o litúrgicos.
Al no haber sido nunca armonizada por una programación lingüística, es objeto de controversias, comenzando por su denominación. El nombre ladino (de «latino») surge de la costumbre rabínica de traducir las escrituras del hebreo original al castellano hablado por el común de los sefardíes, fazer en latino, utilizándose finalmente esa expresión para todo ese tipo de textos. Sin embargo, los sefardíes se referían a ella generalmente como espanyol o djudezmo. El término judeoespañol surge de la necesidad de diferenciarlo del español moderno. En el caso de la variedad haquetía, hablada principalmente en Marruecos, se observa una influencia muy fuerte del árabe.[cita requerida]

## Aspectos históricos, sociales y culturales

### Historia
Los judíos fueron expulsados de España el 31 de julio de 1492 en virtud del Edicto de Granada, que establecía la obligación de abandonar el territorio español para todos los judíos, salvo aquellos que se convirtiesen al cristianismo. La mayoría de los sefardíes optaron por el exilio, y casi todos ellos fueron recibidos en el Imperio otomano por el sultán Bayaceto II. Otra parte se estableció en Marruecos, en Países Bajos y en algunos países de la Europa central.
Los sefardíes establecidos en tierras otomanas pertenecían a un nivel social y económico en cierta medida superior al de las poblaciones autóctonas, lo cual permitió que estos conservaran la lengua y la mayoría de sus tradiciones hispánicas durante casi 400 años, de manera similar a lo que ocurrió en Marruecos. Sin embargo, el tiempo favoreció que se originaran dos versiones del judeoespañol: el ladino, hablado en los Balcanes y el haquetía, hablado en Marruecos. Por la influencia cultural que tuvo el ladino y, desde luego, por el número de hablantes que tuvo, mucho mayor que el haquetía, es considerado un espécimen lingüístico muy interesante para filólogos e hispanistas.

### Orígenes

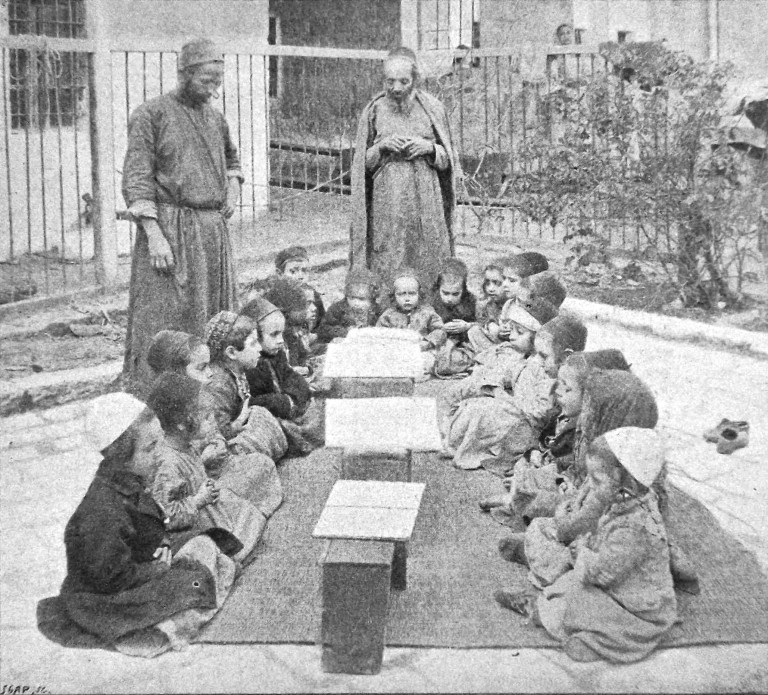
Talmud-torá, escuela hebrea de primeras letras.

La lengua hablada por los judíos españoles antes de la expulsión no difería sustancialmente del idioma español de la época, aunque tuviera en ocasiones rasgos específicos, particularmente el empleo ocasional de léxico hebreo. En las primeras décadas del establecimiento de los sefardíes en la ciudad de Salónica coexistían varias de las lenguas habladas en la península ibérica. Era posible identificar en los diferentes barrios o calls lenguas como el gallego, catalán, asturleonés o portugués. Sin embargo, la sustancial predominancia de los sefardíes de origen castellano o andaluz propició que las lenguas anteriores cayeran en desuso, no sin haber ejercido cierta influencia.
El judeoespañol posee una gran cantidad de vocablos arcaizantes, en relación con el castellano actual. Mucho de esto se debe a la falta de dinamismo que tuvo el idioma en los Balcanes, lejos de España, cuya lengua se enriqueció y sufrió reformas con el paso de los años. El judeoespañol, por su parte, adquirió vitalidad de la lengua turca y griega principalmente, las cuales lo enriquecieron y, en cierta medida, modernizaron.
En sus lugares de exilio, los judíos sefardíes mantuvieron la lengua española porque esta era un signo de pertenencia a la comunidad judía, y en los lugares donde los sefardíes compartían espacio con los askenazíes, como manera de diferenciarse. Incluso en la Turquía otomana, el español hablado por los sefardíes era conocido como yahudice (literalmente, judío). Un diplomático otomano que visitó España en el siglo XVII se sorprendía de la lengua hablada en el país, como lo manifestó en una carta escrita a la Sublime Puerta: «Curiosamente, en España han adoptado la lengua de los judíos de nuestro Imperio».
Durante siglos se produjo una abundante tradición oral en judeoespañol, así como una importante obra literaria. Esto lo lograron gracias a la educación que recibían en judeo-español. Entre los siglos XVIII y principios del XIX la instrucción de los niños consistía en varias etapas, la maëstra (educación preescolar), la Thalmud-Thora (escuela primaria) en la que el señor haham (profesor) estaba a cargo de hasta 60 alumnos; la enseñanza se realizaba mientras todos estaban sentados en el suelo formando un círculo (haboura) alrededor del profesor. Primero aprendían el alfabeto hebreo, aprendían las vocales, a deletrear, leer, traducir la biblia en judeo-español y el comentario de Raschi, leían en judeo-español libros como Méam Loez o el Kav-ha-Jaschar. Ya en las clases superiores comenzaban a aprender sobre el Talmud, la escritura curiva judeo-española o soletreo y aritmética.
En la ciudad de Salónica, primero otomana y más tarde griega, donde la comunidad sefardí integraba el 65 % de la población, el judeoespañol era empleado como lingua franca en el comercio y en las relaciones sociales entre los tres principales cultos de la ciudad: el cristianismo, el judaísmo y el islam.

### SigloXIX
El siglo XIX marca un punto de inflexión en el desarrollo del judeoespañol, con un proceso simultáneo de auge y declive. El universo sefardí se secularizó, aumentaron las migraciones y la formación académica en otras lenguas, principalmente en francés y alemán, con lo que muchos relegaron el idioma original al ámbito familiar o lo abandonaron definitivamente. Incluso los sefardíes cultos mostraron su grado de occidentalización integrando palabras francesas o italianas al judeoespañol para darle un carácter más «romance» a la lengua, sustituyendo palabras de origen netamente turco.
Hasta principios del siglo XIX las comunidades sefarditas habían logrado mantener la lengua gracias a la educación las mismas comunidades proveían centrada en estudios talmúdicos en hebreo y judeoespañol, esto comenzó a cambiar cuando llegaron diversas asociaciones como la Alliance Israélite Universal, la Jewish Colonization Association y la Anglo Jews Association, cuyas lenguas de instrucción eran lenguas dominantes europeas y cuyos contenidos se centraban en tópicos más acorde a las necesidades del mundo industrializado, tales como geografía, fisiología, higiene, zoología, botánica, mineralogía, física, química, aritmética; cálculo comercial, monedas, pesos y medidas; reglas de interés, de cambio, etc.; caligrafía, dibujo, geometría y álgebra. Esto tuvo como consecuencia que para fines del siglo XIX los judíos sefarditas tuvieran importantes conocimientos de las lenguas del país en el que residían además de dos o tres lenguas vivas más como el francés, turco, árabe o inglés, relegando aún más los conocimientos de su lengua materna a ámbitos casi exclusivamente familiares y religiosos, mientras que la ciencia, la política y el comercio se hacían en otras lenguas. Para 1889 el Bulletin Annuel tenía registros de hasta 700.000 francos gastados al año en enseñanza para los judíos de oriente, se llegó a afirmar que años después al menos 100.000 judíos otomanos, tanto hombres como mujeres, conocían el francés tan bien como el turco. Ya en 1902 eran 118 escuelas administradas por la Alliance con un alumnado de 30.000 niños.
El auge de los nacionalismos y la consiguiente formación de nuevos Estados nacionales presionó a los sefardíes para que abandonasen su lengua en favor de la lengua oficial del país en que se encontrasen. Paradójicamente, los años que van desde la década de 1880 hasta la de 1930 son los de mayor uso del judeoespañol, pues es el momento histórico en que los sefardíes alcanzan su plenitud demográfica. Este mayor uso se refleja también en la producción escrita: se desarrolla la prensa judeoespañola al tiempo que se traducen multitud de obras literarias europeas o se crean otras a su semejanza. David Rousso abogado judeo-español en Estambul, da un recuento de los periódicos en lengua judeoespañola publicados en ciudades otomanas en una carta enviada a Ángel Pulido en 1904:
He aquí los nombres de los principales periódicos en lengua judeo española que se publican en el pais (Turquía).
Constantinopla: El Tiempo, que aparece dos veces por semana en dieciseis páginas. El Telegrafo, tres veces por semana.
Esmirna: La Esperanza, el Nuvellista y el Messeret, todos semanales. El último se publica en lengua turca y en judeo-español.
Salónica: El Avenir, La Epoca.

Sin embargo, David Rousso también reconoce que para 1904 solo los mayores de cuarenta usaban el judeoespañol de manera cotidiana, mientras que los menores de 40 preferían comunicarse en francés por considerarlo un «jargon». Aunque también menciona que en Salónica, al ser la población judía mayor al 60%, tanto los cristianos como los musulmanes «se ven obligados a aprender el español».
A finales del siglo XIX se producen los primeros reencuentros con el castellano de España, sobre todo en Marruecos, donde la lengua de los sefardíes adquiere muchos rasgos del castellano moderno debido a la colonización. Algunas comunidades sefardíes intentaron que España asumiera una tarea de repatriación de los antiguos exiliados, abriendo escuelas y centros de enseñanza superior que contrarrestaran la influencia del francés en el Protectorado español en Marruecos. Ejemplos de palabras francesas en el ladino actual: merci muncho (muchas gracias), depasar, profitar, etc.
Asimismo se intentó que los sefardíes pudieran recuperar la ciudadanía española, sobre todo para ampararlos del desorden y las luchas que se estaban dando en los Balcanes, dada la progresiva desintegración territorial del Imperio otomano. Como resultado, el 20 de noviembre de 1924 se aprobó un decreto de ley elaborado por Miguel Primo de Rivera según el cual los sefardíes tenían derecho a obtener la nacionalidad española. Gracias a esta ley, se salvó la vida de cerca de 40 000 judíos durante la persecución sufrida en la Segunda Guerra Mundial.

### SigloXX
En el siglo XX el judeoespañol experimenta un rápido declive: por un lado el Holocausto, que aniquiló comunidades enteras, como la numerosa comunidad, mayoritariamente sefardí, de Salónica. La exterminación sistemática de la población judía en los campos de concentración es el acontecimiento histórico más duro que sufrieron las comunidades sefardíes.
Por otro lado, las migraciones causadas por la Segunda Guerra Mundial y posteriormente por la creación del Estado de Israel propiciaron el desmembramiento y aculturación de las comunidades. En apenas cinco años la lengua de los sefardíes perdió al 90 % de sus hablantes. Aquello significó para el judeoespañol dejar de tener un punto de localización reconocible y perder a quienes mejor hubieran podido abrir nuevos caminos hacia la normalización de una lengua: los escritores y creadores literarios.
El mantenimiento del judeoespañol como signo de identidad judía tenía poco sentido en Israel, donde una lengua considerada más propia de los judíos, el hebreo, había sido resucitada como lengua viva. A Israel se trasladaron la mayor parte de los sefardíes marroquíes, emigrados masivamente en la década de 1950. Los sefardíes emigrados a países de habla hispana abandonaron rápidamente su lengua en favor del español moderno, y las comunidades de Francia o Estados Unidos lo mantuvieron durante un tiempo, aunque relegándolo cada vez más al ámbito doméstico o de las relaciones sociales.

### En la actualidad
El número de hablantes de judeoespañol ronda hoy los 150 000. Las comunidades sefardíes más numerosas fuera de Israel están en Turquía (Estambul y Esmirna). En Iberoamérica hay comunidades donde el ladino y las tradiciones sefardíes han sido parte integral de su historia y cultura, en países como Ecuador, Perú, Puerto Rico, Chile, Cuba, México, Colombia, Bolivia, Argentina, Brasil y Guatemala entre otros. 
En Turquía mismo, el número de periódicos y boletines emitidos en judeoespañol sigue siendo significativo, es el caso de "El Amaneser", fundado en 2005 y editado en el Sentro de Investigasyones sovre la Kultura Sefardi de Estambul. En Israel se mantiene una revista en judeoespañol en su variante ladino, "Aki Yerushalayim". editada por la Autoridad Nasionala del Ladino y una emisión semanal de radio en la emisora Kol Israel. Igualmente Radio Exterior de España emite el programa Bozes de Sefarad que recientemente cumplió 20 años al aire. En el norte de Marruecos existe una revista en judeoespañol, en su variante haquetía, "Voces de Haketía". Otros medios de comunicación en ladino han ido desapareciendo a medida que menguaba el número de hablantes. 
Desde finales del siglo XX ha habido tímidos intentos de recuperación del judeoespañol, sobre todo en Israel. Este judeoespañol académico es un estándar creado a partir de las hablas de los sefardíes. Está, incluso, muy influido por el castellano estándar, del que se ha tomado numeroso vocabulario para sustituir los préstamos turcos, franceses y eslavos.
Actualmente varias casas editoriales, sobre todo españolas, editan libros escritos en lengua judeoespañola. Gad Nasí publicó recientemente su obra editorial En tierras ajenas yo me vo murir: una excelente recopilación de cuentos y testimonios en lengua judeoespañola. Han vuelto a ser colocadas en el mercado publicaciones como Los Dos Mellizos, novela sefardí publicada por primera vez a finales del siglo XIX, y Crónicas de los Reyes Otomanos de Moshé Almosnino, primera publicación formal en lengua judeoespañola. También cabe destacar la labor literaria y docente que lleva a cabo Eliezer Papo desde la Universidad Ben Gurión del Neguev con publicaciones como La Meguila de Saray.
Libros tanto judíos como de la fe cristiana han sido escritos o traducidos en ladino por eruditos como Frantz S. Peretz. Asimismo escritores como Moshe Shaul y Avner Peretz han publicado una gran colección de artículos en judeoespañol.
Como el yidis, el judeoespañol se ha escrito tradicionalmente con caracteres hebreos.
En 2018, fue creada la Academia Nasionala del Ladino, también conocida como Academia del Judeoespañol, en Israel. La residencia de la Academia se instaló en la ciudad de Jerusalén.
La Asociación de Academias de la Lengua Española (ASALE) comenzó a estudiar en marzo de 2019 la candidatura de la Academia del Judeoespañol a integrarse en la asociación lo cual se produjo en 2020 como academia reconocida.

### Estimación del total de población sefardí por país
Antes de pasar a abordar la cantidad de sefardíes que podrían vivir en los diferentes continentes, es esencial resaltar que las cifras que a continuación se muestran harán referencia a las comunidades sefardíes reunidas en torno a sinagogas u otras instituciones hebreas o asociaciones. El número va desafortunadamente descendiendo (excepto en el caso de Israel). Por tanto, hablamos de judíos sefardíes practicantes en algún grado. Por razones evidentes, debemos dejar a un lado a todas aquellas personas que consideraríamos sefardíes pero que, sin embargo, no aparecen en ningún registro como puede ser la institución de la sinagoga. Además, a este grupo no registrado y muy numeroso tendríamos que añadir todos aquellos que descienden de judíos sefardíes por algún árbol familiar y que, en la actualidad, o son judíos con ramas de judaísmo entremezcladas genealógicamente (askenazí o mizrají con sefardí), o no judíos que descienden de judíos conversos y, por tanto, de judíos, muchos de los cuales conservan apellidos hebreos.
| N.º | Países                | Población sefardí |
| --- | --------------------- | ----------------- |
| 1   | Israel                | 1 300 000         |
| 2   | Francia               | 360 000           |
| 3   | Estados Unidos        | 300 000           |
| 4   | Argentina             | 90 000            |
| 5   | España                | 45 000            |
| 6   | Italia                | 33 000            |
| 7   | Brasil                | 30 000            |
| 8   | Turquía               | 26 000            |
| 9   | Canadá                | 21 400            |
| 10  | Reino Unido           | 10 500            |
| 11  | Marruecos             | 10 000            |
| 12  | Australia             | 10 000            |
| 13  | Grecia                | 8 000             |
| 14  | Venezuela             | 7 700             |
| 15  | Panamá                | 7 000             |
| 16  | México                | 5 500             |
| 17  | Bulgaria              | 5 000             |
| 18  | Perú                  | 3 800             |
| 19  | Uruguay               | 2 750             |
| 20  | Portugal              | 2 500             |
| 21  | Colombia              | 2 100             |
| 22  | Túnez                 | 2 000             |
| 23  | China                 | 2 000             |
| 24  | Bosnia y Herzegovina  | 1 500             |
| 25  | Sudáfrica             | 800               |
| 26  | Chile                 | 650               |
| 27  | Países Bajos          | 600               |
| 28  | Serbia                | 500               |
| 29  | Surinam               | 300               |
| 30  | Singapur              | 300               |
| 31  | Macedonia del Norte   | 200               |
| 32  | Rumania               | 200               |
| 33  | Antillas Neerlandesas | 200               |
| 34  | Egipto                | 100               |
| 35  | Indonesia             | 100               |
|     | Total en el mundo     | 2 313 800         |

## Descripción lingüística

### Morfología
Ejemplos de la conjugación regular de los verbos en el presente y en el pretérito:
|               | -er (komer: "comer")   | -ir (bivir: "vivir")   | -ar (favlar: "hablar") |
| ------------- | ---------------------- | ---------------------- | ---------------------- |
| yo            | -o : komo, bivo, favlo | -o : komo, bivo, favlo | -o : komo, bivo, favlo |
| tu            | -es : komes, bives     | -es : komes, bives     | -as : favlas           |
| el, eya       | -e : kome, bive        | -e : kome, bive        | -a : favla             |
| mozotros      | -emos : komemos        | -imos : bivimos        | -amos : favlamos       |
| vos, vozotros | -ésh : komésh          | -ísh : bivísh          | -ásh : favlásh         |
| eyos, eyas    | -en : komen, biven     | -en : komen, biven     | -an : favlan           |

|               | -er (komer)                        | -ir (bivir)                        | -ar (favlar)                       |
| ------------- | ---------------------------------- | ---------------------------------- | ---------------------------------- |
| yo            | -í : komí, biví, favlí             | -í : komí, biví, favlí             | -í : komí, biví, favlí             |
| tu            | -ites : komites, bivites           | -ites : komites, bivites           | -ates : favlates                   |
| el, eya       | -yó : komyó, bivyó                 | -yó : komyó, bivyó                 | -ó : favló                         |
| mozotros      | -imos : komimos, bivimos, favlimos | -imos : komimos, bivimos, favlimos | -imos : komimos, bivimos, favlimos |
| vos, vozotros | -itesh : komitesh, bivitesh        | -itesh : komitesh, bivitesh        | -atesh : favlatesh                 |
| eyos, eyas    | -yeron : komyeron, bivyeron        | -yeron : komyeron, bivyeron        | -aron : favlaron                   |

### Origen del léxico del judeoespañol
El judeoespañol es un idioma que recibió una importante aportación de muchas de las lenguas habladas en la península ibérica, ya que muchos de los judíos expulsados procedían de zonas como Galicia o Cataluña. Igualmente, recibió una rica influencia del turco, del griego y del italiano.

## Fonología
El judeoespañol es más cercano fonológicamente al español medieval que al español moderno. De hecho en gran medida el judeoespañol retiene las fricativas sonoras y las sibilantes del español medieval, que en la península ibérica y América experimentaron una intensa reestructuración entre mediados del siglo XVI y el siglo XVII. El judeoespañol retiene en gran parte la fonología del español de la península ibérica antes de que se produjeran dichos cambios. Su fonología consiste en 30 fonemas, de los cuales 23 son consonánticos y 7 son vocálicos.

### Consonantes
|                      | Bilabiales | Labiodentales | Dentales | Alveolares | Postalveolares | Palatales | Velares |
| -------------------- | ---------- | ------------- | -------- | ---------- | -------------- | --------- | ------- |
| Nasales              | m          |               |          | n          |                | ɲ         | (ŋ)     |
| Oclusivas            | p b        |               | t d      |            |                |           | k g     |
| Africadas            |            |               |          |            | t͡ʃ d͡ʒ          |           |         |
| Fricativas           | (β)        | f v           | (ð)      | s z        | ʃ ʒ            |           | x (ɣ)   |
| Vibrantes alveolares |            |               |          | r          |                |           |         |
| Vibrantes simples    |            |               |          | ɾ          |                |           |         |
| Aproximantes         |            |               |          |            |                | j         | w       |
| Laterales            |            |               |          | l          |                |           |         |

### Vocales
|              | Anteriores | Posteriores |
| ------------ | ---------- | ----------- |
| Cerradas     | i          | u           |
| Semicerradas | e          | o           |
| Semiabiertas | (ɛ)        | (ɔ)         |
| Abiertas     | a          | a           |

## Ortografía

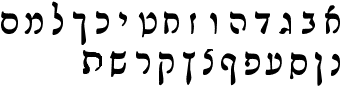
La escritura rashí, originalmente usada para escribir el idioma

En la actualidad, el judeoespañol se escribe comúnmente con el alfabeto latino, especialmente en Turquía, donde sigue las reglas fonéticas del alfabeto normalizado para el turco moderno, impuesto desde la segunda década del siglo XX por Atatürk. El uso de los caracteres turcos resulta en la mayoría de los casos muy útil y práctico, ya que se obtienen escritos precisos que se leen tal y como se escriben, sin tener que recurrir a excepciones lingüísticas. Sin embargo, algunas comunidades todavía lo escriben aljamiado con el alfabeto hebreo del tipo rashi (se dice aljamiado en ladino por razones históricas a pesar de que no sea el alfabeto árabe), práctica que era muy común y posiblemente universal hasta el siglo XIX. Los alfabetos griego, cirílico y árabe (aljamía), que se emplearon en el pasado para el judeoespañol, hoy día están en desuso.
Tras la dramática pérdida que para las comunidades sefardíes europeas (particularmente las balcánicas) significó la Segunda Guerra Mundial, la mayor parte de los hablantes de judeoespañol eran judíos turcos. De ahí la importancia que tiene el uso de su alfabeto, que por la coincidencia en la existencia de sonidos normalizados subsana de manera muy eficiente la fonética del judeoespañol. Los siguientes caracteres suelen encontrarse en las publicaciones turcas en judeoespañol:
- Ç - [ʧ] "Ch" española: Muńço 'Mucho'
- Ş - [ʃ] "Sh" inglesa: Buşkar 'Buscar'
- Y - [j] "i" semiconsonante o semivocal: Cidyo 'Judío'
- J - [ʒ] "J" francesa: Fijo 'Hijo'
- NY - [ɲ] "Ñ" española: Kunyada 'Cuñada'
- H - [h] "H" aspirada española: Haber 'Socio'

La Autoridad Nasionala del Ladino promueve la utilización de otro alfabeto. Hay también los que, con Jacob M. Hassán, alegan que el judeoespañol debe adoptar la ortografía de la lengua española contemporánea. Otros, como es el caso de Pablo Carvajal Valdés, sugieren que el judeoespañol adopte la ortografía usada durante la época de la expulsión de 1492. La ortografía de ese tiempo se ha normalizado y ha cambiado posteriormente por una serie de reformas. Finalmente, fue modificada por una reforma ortográfica en el siglo XVIII. El judeoespañol ha conservado algo de la pronunciación que a la hora de las reformas había llegado a ser arcaica en el castellano estándar.
Adoptar la ortografía del siglo XV para el judeoespañol traería nuevamente dentro de existencia la /s/ (originalmente /ts/) - c (antes de e y de i) y ç/z (ce cedilla): tales como en caça; la /s/ - ss: por ejemplo en passo y la [ʃ] - x: como en dixo. La pronunciación original de la [ʒ] - g (antes de e o de i) y de la j: como en mujer o gente, sería restablecida y la /z/ (originalmente /dz/) - z: permanecería en palabras como fazer y dezir. La /z/ - s: como en casa, recuperaría también su pronunciación bajo esta ortografía.
Se diferenciarían la b y la v, como en el caso del reflejo intervocálico - B -: eg el debe español, del latín debet, volverá a su viejo deletreo castellano deve. El uso de los bigramas ch, ph y th (hoy /k /, /f/ y /t/ en español estándar, respectivamente), reformado formalmente en 1803, sería utilizado en palabras como en orthographía o theología. La Q latina ante palabras como quando, quanto y qual también sería utilizada. El autor Enrique Saporta y Beja aplica intensivamente este tipo de ortografía en sus publicaciones, alegando su alta similitud con el español.
Sin embargo, el filólogo andaluz Pascual Pascual Recuero hace uso de una ortografía que reproduce con gran exactitud los sonidos del judeoespañol. Algunos de los caracteres que propone para que sean usados son:
- Ž - [ʒ] francesa
- Đ - [dʲ~ɟ] palatizada del vascuence
- Č - [ʧ] española
- X - [ʃ] inglesa

Algunos entienden que al usar la vieja ortografía castellana solamente se distanciarán características no-hispánicas del judeoespañol y crearán problemas que los sistemas fonéticos actualmente solucionan. Sin embargo, la literatura española de la edad clásica y de oro ganaría un renovado interés, un mejor aprecio y entendimiento si su ortografía se volviera a utilizar.

### Ortografía de Aki Yerushalayim
Aki Yerushalayim, perteneciente a Autoridad Nasionala del Ladino, promueve la siguiente ortografía:
| Letra | A a | B b   | Ch ch | D d   | Dj dj | E e | F f | G g   | H h | I i   | J j | K k | L l | M m | N n   | Ny ny | O o | P p | R r   | S s | Sh sh | T t | U u   | V v | X x  | Y y | Z z |
| AFI   | [a] | [b~β] | [t͡ʃ]  | [d~ð] | [d͡ʒ]  | [e] | [f] | [g~ɣ] | [x] | [i~j] | [ʒ] | [k] | [l] | [m] | [n~ŋ] | [ɲ]   | [o] | [p] | [r~ɾ] | [s] | [ʃ]   | [t] | [u~w] | [v] | [gz] | [j] | [z] |

- Un punto se escribe entre s y h (s·h) para representar [sx], para evitar confusión con [ʃ]. Por ejemplo: es·huenyo [esˈxweɲo] (sueño).
- A diferencia del español, no se representan los acentos tónicos.
- Préstamos y nombres extranjeros mantienen su ortografía original. Por lo que letras que no están en esta ortografía, como la q o la w, se usarían solo en estos tipos de palabras.

### Ortografía hebrea
El judeoespañol se escribe tradicionalmente en una escritura basada en el hebreo, especialmente en escritura rashí. La ortografía hebrea no está regulada, pero los sonidos se representan generalmente por estas letras:
| Letra cuadrada           | א          | ב | ב׳/בﬞ | ג | ג׳/גﬞ   | ד | ה    | ו       | ז | ז׳/זﬞ | ח | ט | י       | יי | כ/-ך | ל | מ/-ם | נ/-ן | ניי | ס | ע       | פ/-ף | פ׳/פﬞ/-ף׳/ףﬞ | צ/-ץ | ק | ר | ש     | ת |
| Letra rashí              |            |   | ׳    |   | ׳      |   |      |         |   | ׳    |   |   |         |    | /-   |   | /-   | /-   |     |   |         | /-   | ׳/-׳       | /-   |   |   |       |   |
| Letra equiva- lente a AY | a, Ø, e, o | b | v    | g | dj, ch | d | a, e | u, o, v | z | j    | h | t | i, e, y | y  | k, h | l | m    | n    | ny  | s | Ø, e, a | p    | f          | (t)s | k | r | sh, s | t |

## Literatura

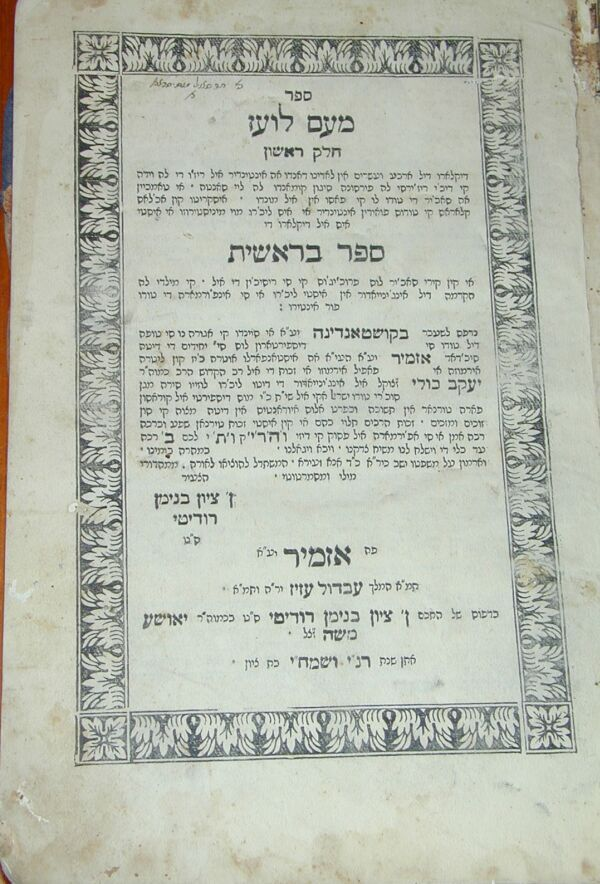
Portada de Me-'am lo'ez

El primer libro impreso en judeoespañol fue Me-'am lo'ez en 1730. Se trataba de un comentario bíblico en lengua judeoespañola. La mayoría de los judíos del Imperio Otomano conocían el alfabeto hebreo pero no hablaban hebreo. La impresión de Me-'am lo'ez marcó el inicio de una actividad editorial a gran escala en judeoespañol en el oeste del Imperio Otomano y especialmente en Estambul. Los primeros libros en judeoespañol fueron de carácter religioso, creados principalmente para mantener el conocimiento religioso entre los exiliados que no podían leer hebreo; el primero de los textos conocidos es Dinim de shehitah i bedikah (‘Las reglas del sacrificio ritual y la inspección de animales’; Estambul, 1510). Los textos siguieron centrados en temas filosóficos y religiosos, incluyendo un gran corpus de escritos rabínicos, hasta la primera mitad del siglo XIX. La mayor producción de literatura judeoespañola secular se dio en la segunda mitad del siglo XIX y principios del siglo XX en el Imperio Otomano. La forma más temprana y abundante de texto secular fue la prensa periódica: entre 1845 y 1939, los sefardíes otomanos publicaron alrededor de 300 títulos periódicos distintos. La proliferación de publicaciones periódicas dio lugar a novelas por entregas: muchas de ellas eran reescrituras de novelas extranjeras existentes adaptadas al judeoespañol. A diferencia de la literatura académica previa, estas estaban destinadas a un público más amplio, tanto hombres instruidos como mujeres con menos educación. Abordaban una gama más amplia de contenidos ligeros, a veces censurados para ser apropiados para la lectura familiar. La literatura popular se expandió para incluir historias de amor y de aventuras, géneros que habían estado ausentes del canon literario judeoespañol. El corpus literario también se amplió para incluir obras teatrales, poemas y otros géneros menores.
Varios documentos elaborados por el gobierno otomano fueron traducidos al judeoespañol; los traductores solían emplear términos del turco otomano.

## Comparación con otras lenguas iberorromances
| Judeoespañol |
| --- |
| El djudeo-espanyol, djidio, djudezmo o ladino es la lingua favlada por los sefardim, djudios arrondjados de la Espanya en el 1492. Es una lingua derivada del kastilyano i favlada por 150 000 personas en komunitas en Israel, la Turkiya, antika Yugoslavia, la Gresia, el Marroko, Espanya i las Amerikas, entre munchos otros. |
| Español |
| El judeo-español, djudio, djudezmo o ladino es la lengua hablada por los sefardíes, judíos expulsados de España en 1492. Es una lengua derivada del castellano y hablada por 150 000 personas en comunidades en Israel, Turquía, la antigua Yugoslavia, Grecia, Marruecos, España y América, entre muchos otros.                   |
| Gallego |
| O xudeu-español, djudio, djudezmo ou ladino é a lingua falada polos sefardís, xudeus expulsados de España en 1492. É unha lingua derivada do castelán e falada por 150 000 persoas en comunidades en Israel, Turquía, na antiga Iugoslavia, Grecia, Marrocos, España e América, entre moitos outros.                               |
| Portugués |
| O judeu-espanhol, djudio, djudezmo ou ladino é a língua falada pelos sefarditas, judeus expulsos da Espanha em 1492. É uma língua derivada do castelhano e falada por 150 000 pessoas em comunidades em Israel, na Turquía, na antiga Iugoslávia, Grécia, Marrocos, Espanha, nas Américas, entre muitos outros.                    |
| Asturleonés |
| El xudeoespañol, djudiu, djudezmu o lladín ye la llingua falada polos sefardinos, xudíos espulsaos d'España en 1492. Ye una llingua derivada del castellán y falada por 150 000 persones en comunidaes n'Israel, Turquía, la vieya Yugoslavia, Grecia, Marruecos, España, nes Amériques, ente munchos otros.                       |
| Aragonés |
| O chodigo-espanyol, djudio, djudezmo u ladino ye a luenga charrata per es sefarditas, chodigos forachitatos d'Espanya en 1492. Ye una luenga derivata d'o castellán e charrata per 150 000 presonas en comunidaz en Israel, Turquía, l'antiga Yugoslavia, Grecia, Marruecos, Espanya, as Americas, entre muitos d'atros.           |
| Catalán |
| El judeoespanyol, djudio, djudezmo o ladino és la llengua parlada pels sefardites, jueus expulsats d'Espanya el 1492. És una llengua derivada del castellà i parlada per 150 000 persones en comunitats a Israel, Turquía, l'antiga Iugoslàvia, Grècia, Marroc, Espanya i les Amèriques, entre molts altres.                       |
| Aranés |
| Eth judeo-espanhòu, djudio, djudezmo o ladino ei era lengua parlada pes sefardíes, josivi expulsadi d'Espanha en 1492. Ei ua lengua derivada deth castelhan e parlada per 150 000 persones en comunitats en Israèl, Turquía, era anciana Yugoslavia, Grècia, Marròc, Espanha e America, entre fòrça auti.                          |

## Ejemplos de literatura en judeoespañol

### Cuento:El hazino desovedyente(I. Pontremoli)
Un adam kayo hazino de munço tiempo i vino un mediko savido a verlo i le dyo promeza ke asta tantos dias lo melezina: Basta ke se kudye a bever las melezinas i espesias ke le dara, i ke no koma demazyado, ni kozas ke aze danyo al estomka. İ el hazino no eskuço al mediko, i iba komiendo todo lo ke le dezeava su alma, i no kudyava por azer la melezina del mediko. İ viniendo el tiempo, en lugar de melezinarse, se izo hazino mas munço. İ kuando vino el mediko a ver al hazino, le demando el hazino al mediko:
- «¿Onde esta tu sensya, ke tienes tu fama grande ke sos dotor valido, ke de sierto me dates palavra ke oy me tenía que melezinar i adrava me ize mas hazino?»
Le respondyo el dotor:
- Ya es maraviya komo bives ainda, ke para lo ke kargates la estomka, i no kijites bever las melezinas que te dişe, ya kalia ke murieras; i sierto ke, si me eskuçavas a mi de no komer todo lo ke te dişe, ya estavas agora rezyo. Esto no es otro ke tu kijites matar de ti para ti; por eso, si keres eskuçarme de oy endelantre, es ke te akavides en todo lo ke te ordenare i, en akavidandote bien, por sierto ke asta pokos dias te melezinas; ma, si no te guadras en estos dias, no tengas keşa kon mi.

### Refranes sefardíes
| Refrán sefardí                                                                                  | Traducción española                                                                              | Observaciones                                                                                      |
| ----------------------------------------------------------------------------------------------- | ------------------------------------------------------------------------------------------------ | -------------------------------------------------------------------------------------------------- |
| El amigo ke no ayuda y el kuçiyo que no korta, ke se piedran poco emporta                       | El amigo que no ayuda y el cuchillo que no corta, que se pierdan poco importa                    | |
| Kien kome i suda, no tiene kalyentura                                                           | Quien come y suda, no tiene calentura                                                            | |
| El peşe esta en la mar i eyos ya fizieron bazar                                                 | El pez está en la mar y ellos ya hicieron bazar                                                  | vender la piel del oso antes de cazarlo                                                            |
| Pujados ke no amenguados                                                                        | Muchos y no tristes                                                                              | |
| Munços me dieron i munços me daran, ¡guay! kuando de mi no ay                                   | Muchos me dieron, muchos me darán, ¡ay de mí! cuando no dé                                       | |
| Kien munço se lo pyensa non se va en Yeruşalayim                                                | Quien mucho lo piensa no va a Jerusalén                                                          | |
| El meoyo del adam es una tela de sevoya                                                         | El cerebro del hombre es una tela de cebolla                                                     | Hace alusión a la debilidad humana                                                                 |
| Kada uno konose las koles de su guerta                                                          | Cada uno conoce las coles de su huerta                                                           | |
| Fyero ke da al vidro, ¡guay del vidro! Vidro ke da al fyero, ¡guay del vidro!                   | Hierro que golpea al vidrio, ¡ay del vidrio! Vidrio que golpea al hierro, ¡ay del vidrio!        | Alude a una pelea o situación perdida de una manera u otra                                         |
| Pan ke ayga en el sesto, ke sea blanko, ke sea preto                                            | Pan que haya en el cesto, que sea blanco, que sea negro                                          | |
| Şabat lo aharvaron, Alhad yoro                                                                  | El sábado lo golpearon, el domingo lloró                                                         | Hace alusión irónica al respeto que los judíos tienen por el sábado.                               |
| Kaveza abokada no le akoza filo de espada                                                       |                                                                                                  | |
| El ke munço se aboka, el kulo amostra                                                           | El que mucho se abalanza enseña el culo                                                          | |
| El ke se eça kon kriyaturas se alevanta pişado                                                  | Quien con niños se acuesta meado se levanta                                                      | Hace alusión a evitar involucrarse en negocios o planes con personas inmaduras o poco competentes. |
| El ke se eça kon gatos se alevanta areskunyado.                                                 | Quien se acuesta con gatos, arañado se levanta                                                   | |
| La ida esta en mi mano, la vinida no se kuando                                                  | La ida está en mi mano, la vuelta no sé cuándo                                                   | |
| No digas mal del dia fista ke escurese                                                          | No hables mal de día hasta que oscurezca                                                         | |
| Kien del rey se kome la gayina flaka, godra la paga                                             | Quien se come la gallina flaca del rey, paga la gorda                                            | |
| Kien de ajenos vestira, en medyo de la kaye le kitaran                                          | Quien se vista con ropas ajenas, en medio de la calle se las quitarán                            | |
| El mosafir no kome, ma la mesa se kompone                                                       | El invitado no come, pero la mesa se pone                                                        | |
| La tizna dize a la kaldera: ¡vate, vate, ke sos preta!                                          | El tizne le dice al caldero: ¡vete, vete, que eres negro!                                        | |
| El dia ke no barri, vino kien no asperi                                                         | El día que no barrí vino quien no esperaba                                                       | |
| Amigos i hermanos semos, a la bolsa no tokemos                                                  | Amigos y hermanos somos, no toquemos la bolsa [del dinero]                                       | |
| Lo ke fazes kon tu mano, no lo faze ni tu ermano.                                               | Lo que haces con tu mano, no lo hace ni tu hermano                                               | |
| Kada kualo kere yevar el agua a su muelino, i deşar en seko el del vizino                       | Cada cual quiere llevar el agua a su molino y dejar seco el del vecino                           | |
| El ke se kema kon la çorba, asopla en el yoğurt                                                 | Quien se quema con la sopa, sopla en el yogur                                                    | |
| Gayegos semos i no mos entendemos                                                               | Gallegos somos y no nos entendemos                                                               | |
| Nadie save del mal de la oya, mas ke la kuçara ke la menea                                      | Nadie sabe del mal de la olla sino la cuchara que la menea                                       | |
| Aremyenda tus panyos, los yevaras sien anyos                                                    | Remienda tus ropas, las llevarás cien años                                                       | |
| Lo ke tienes de fazer el Martes, fazelo el dia de antes                                         | Lo que tienes que hacer el martes, hazlo el día de antes                                         | |
| No digas ¡höşt! al perro, ke te modre                                                           |                                                                                                  | |
| Kada gargajo a su paladar es savrozo                                                            | Cada escupitajo en su paladar es sabroso                                                         | |
| Lo ke no pari, ke no kreşka                                                                     |                                                                                                  | |
| De boka en boka la pulga se fizo gamelyo                                                        | De boca en boca la pulga se hizo camello                                                         | |
| Bueno, barato i kon las paras en la mano                                                        | Bueno, barato y con el dinero en mano                                                            | |
| Kulevra ke no modre, ke biva mil anyos                                                          | Culebra que no muerde, que viva mil años                                                         | |
| Biva el devdor ke la devda esta en pyes                                                         |                                                                                                  | |
| Komo turko ke se eço a bever                                                                    | Como turco que se echó a beber                                                                   | |
| Al sultan, un yeşil yaprak                                                                      | Al sultán, una hoja verde                                                                        | Hace alusión a la insignificancia de ciertos regalos                                               |
| Por la kaveza fyede el peşe                                                                     | Por la cabeza apesta el pez                                                                      | |
| Basta ke es mi nombre Abravanel, alevanto la colça y me eço sin komer                           |                                                                                                  | |
| Kien no tenga meoyo, kale ke tenga paças                                                        |                                                                                                  | |
| El rey se eço kon mi madre, ¿a kien reklamo?                                                    |                                                                                                  | |
| Abolta, abolta, komo rueda de muelino                                                           | Da vueltas, da vueltas, como rueda de molino                                                     | |
| Mar i guerta, ke no ay buelta                                                                   |                                                                                                  | |
| Toma haber, sube un eskalon; toma mujer, abaşa un eskalon.                                      | Toma un socio, sube un escalón; toma mujer, baja un escalón                                      | Hace alusión a que se busque un socio de mejor nivel social y una mujer de clase inferior          |
| ¿Para ken es esta paparrona? Para mi senyora suegra. ¿Para ken es esta paparrica? Para mi nuera | ¿Para quién es esta patatona? Para mi señora suegra. ¿Para quién es esta patatita? Para mi nuera | Hace alusión al trato inequitativo entre suegras y nueras                                          |
| Ken no esta ambezado a yevar bragas, la kostura le faze yaras                                   | A quien no acostumbra a llevar pantalón la costura le hace llagas                                | |
| Kien ve al guerko, le keda el cesto                                                             |                                                                                                  | |
| ¿Para ke keres las paras? ¿Para la vejez o la mensevez?                                         | ¿Para qué quieres el dinero? ¿Para la vejez o la juventud?                                       | |
| Lo ke no se faze el dia de la boda, no se faze a ninguna ora                                    | lo que no se hace el día de la boda no se hace en ningún otro momento                            | |
| Kon kaza yena, presto se giza la sena                                                           |                                                                                                  | |
| Vos te fraguas kastiyos en Sefarad                                                              | Tú te fábricas castillos en España                                                               | Hace referencia a hacerse de falsas ilusiones                                                      |
| ¡Guay! de la barka ke tiene munços kapitanes                                                    | ¡Ay de la barca que tiene muchos capitanes!                                                      | |
| Asegun la barka, biene la fortuna                                                               |                                                                                                  | |
| Munços i buenos anyos i de novia ke te veyamos                                                  | Muchos y buenos años y de novia que te veamos                                                    | Fórmula de agradecimiento que se da a las jóvenes casamenteras                                     |
| Yo se un salmo, el hazán save dos                                                               | Yo sé un salmo, el cantor de la sinagoga sabe dos                                                | |
| Entre «toma el gayo» y «daka el gayo» kedan plumas en la mano                                   | Entre «gallo aquí» y «gallo allá» quedan plumas en la mano                                       | |
| En lo escuro todo es uno                                                                        | En lo oscuro todo es lo mismo                                                                    | |
| Saporta al ke nada le emporta                                                                   |                                                                                                  | |
| Besa la mano ke keres ver kortada                                                               | Besa la mano que quieres ver cortada                                                             | |
| El Dio da barva onde no ay keşada                                                               |                                                                                                  | |

### ElGrupo de Cohá
Dentro de los refranes sefardíes, es interesante destacar el Grupo de Cohá. cabe recordar que en turco, la C tiene el sonido de la jota inglesa en "joy", o si se escribe con cedilla, de la "ch" castellana en "hacha". Cohá es un nombre, deformado por la pronunciación sefardí, del célebre personaje ficticio turco Nasretdetin Hoca (El Maestro Nasrettin). Es considerado el prototipo de tonto, ingenuo y hazmerreír del pueblo. Generalmente se le ilustra como un anciano con un turbante enorme, montado sobre un asno pequeño, que nunca obedece.
| Refrán sefardí                                                           | Traducción española                           |
| ------------------------------------------------------------------------ | --------------------------------------------- |
| Cohá, Cohá, ¡vate! ¡vate! que sos feo                                    |                                               |
| De haçikos i pedikos un fijo encenio Cohá                                |                                               |
| Pasiensia Cohá, que la noçada es larga                                   |                                               |
| Cohá, enriva del asno, el asno esta buşkando                             |                                               |
| Vos sos komo la mula del Cohá                                            |                                               |
| Cohá despartio para si lo mas                                            | Cohá repartió casi todo para sí               |
| Ansi komo el rey es fermozo para la reyna, ansi lo es Cohá para su mujer |                                               |
| Cohá antes de kazar, merko la kuna                                       |                                               |
| Cohá kazo a la tuerta, metió el mundo en revuelta                        |                                               |
| Cohá dize lo ke se le apega                                              |                                               |
| Cohá estuvo al banyo, tuvo de kontar sien i un anyos                     |                                               |
| Cohá fue a la plaza. En vez de ganar, piedrio                            |                                               |
| El pedo de Cohá a su mujer le gole a menekşe                             | El pedo de Cohá a su mujer le huele a violeta |
| Cohá, Cohá, alenvantate, pişaras                                         |                                               |

### Canción mixta hebreo-judeoespañol ם'שיר נאמן
Vendra el señor de la redencion

A decir á todos: vamos á Zion בשורות טובות esperemos nos vendran

A poco, á poco, se sentiran,

 אליהו הנביא para alustrar á hijos de Zion,

	ya vendra etc.

De las cuatro partes nos acogera,

á ירושלים venid! nos dira,

iremos diciendo nueva שירה

Cantar de los cantares que á Zion,

	ya vendra etc.

Da aqui en poco luego sera

que á todos los muertos avivara,

todos los אומות se levantaran

para ir á ver á hijos de Zion,

	ya vendra etc.

Ya vendra Moseh el pastor נאמן,

que por su זכות descendo מן,

y agora presto vendra el זמן,

de rescatar á hijos de Zion,

	ya vendra etc.